# Botrytis anthophila
Botrytis anthophila är en svampart som beskrevs av Bondartsev 1913. Botrytis anthophila ingår i släktet Botrytis och familjen Sclerotiniaceae.   Inga underarter finns listade i Catalogue of Life.